# Stadler He 4/4
Stadler He 4/4 (oznaczenie przewoźnika 901500) – ciężka, towarowa lokomotywa elektryczna produkowana przez szwajcarską firmę Stadler Rail dla brazylijskiego operatora kolejowego MRS Logística.
Lokomotywy typu He 4/4 zostały zamówione w 2010 roku. Zbudowano ich siedem sztuk. Przystosowane są do poruszania się po liniach kolejowych systemu Abta. Są one najcięższymi na świecie elektrowozami wykorzystywanymi na kolejach zębatych.

## Eksploatacja
Od 2012 roku przedsiębiorstwo MRS Logística wykorzystuje lokomotywy 901500 na linii szerokotorowej Paranapiacaba – Raiz da Serrao o prześwicie 1600 mm. Elektrowozy stosowane są do obsługi pociągów towarowych z rudą żelaza, które jeżdżą na szlaku São Paulo – Santos.